# بخش پبل (شهرستان پیک، اوهایو)
بخش پبل (به انگلیسی: Pebble Township) یک منطقهٔ مسکونی در ایالات متحده آمریکا است که در شهرستان پایک، اوهایو واقع شده‌است.
 بخش پبل ۹۵٫۴ کیلومتر مربع مساحت و ۲٬۴۱۶ نفر جمعیت دارد و ۲۰۸ متر بالاتر از سطح دریا واقع شده‌است.